# Sainte-Colombe (Rhône)
Sainte-Colombe is een gemeente in het Franse departement Rhône (regio Auvergne-Rhône-Alpes). De plaats maakt deel uit van het arrondissement Lyon. Sainte-Colombe telde op 1 januari 2022 1.994 inwoners.

## Geografie
De oppervlakte van Sainte-Colombe bedroeg op 1 januari 2022 1,6 vierkante kilometer; de bevolkingsdichtheid was toen 1.246,3 inwoners per km². De plaats ligt op de linkeroever van de Rhône tegenover Vienne.

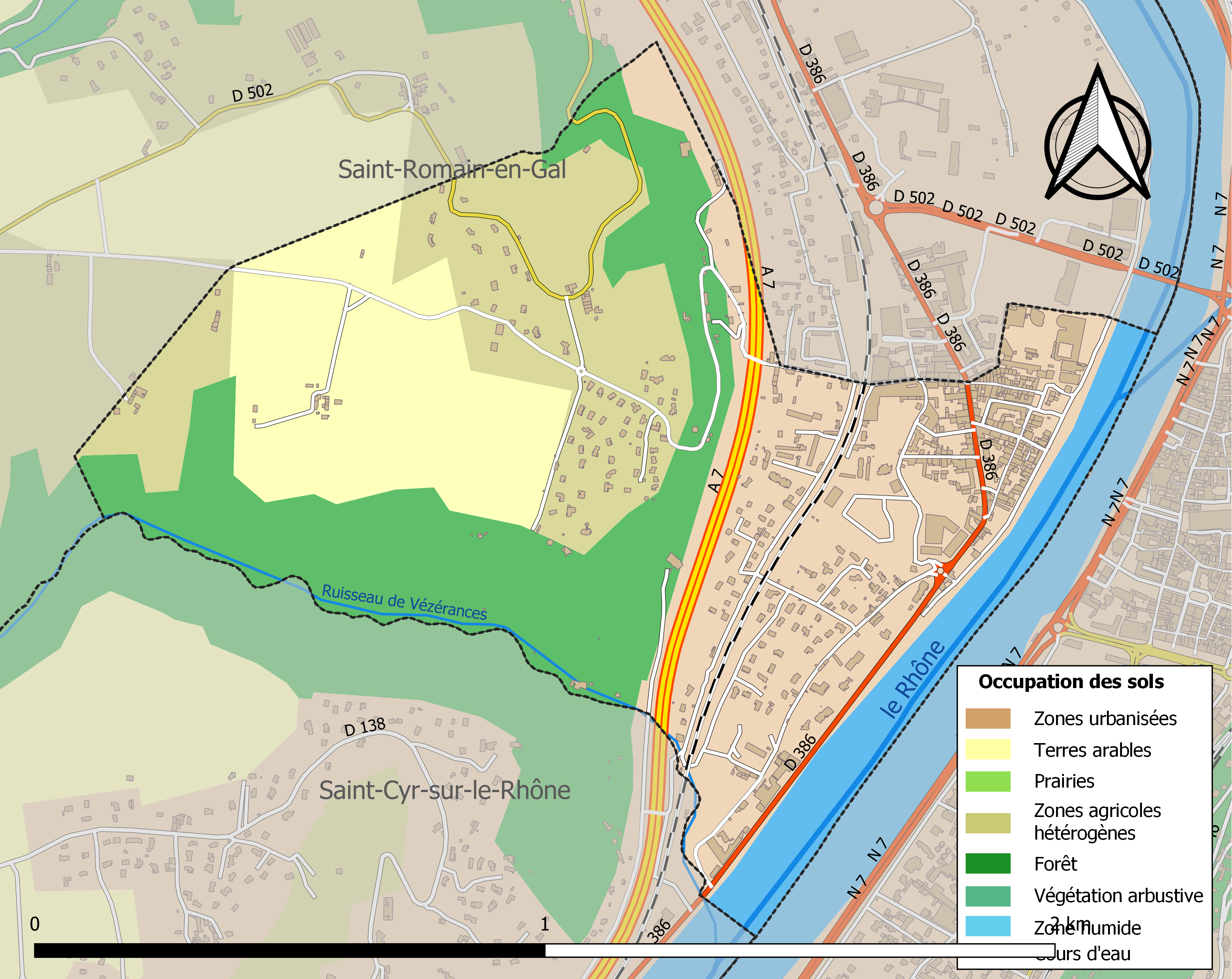
Kaart van de gemeente met de belangrijkste infrastructuur, bodemgebruik en omliggende gemeenten

## Demografie
Onderstaande figuur toont het verloop van het inwonertal (bron: INSEE-tellingen).

## Geboren
- Didier Christophe (1956), voetballer en voetbaltrainer
- Kenza Dali (1991), voetbalster